# N902iL
FOMA N902iL（フォーマ・エヌ きゅう まる に アイエル）は、日本電気（NEC）が開発した、NTTドコモの第三世代携帯電話 (FOMA) 端末製品である。

## 概要
2004年11月に発売されたN900iLの後継端末である。NTTドコモの法人向け通信サービス、PASSAGE DUPLE（パッセージ・デュプレ）において提供される。N902iをベースに開発されたが、フォルムは変更され、ハーフミラーのボディを採用している。カメラの撮像素子はνMaicoviconに変更されている。ボタン等の配置はN902iを流用し内部ソフトウェアはN902iSのものをベースにしている。無線LANによる高速な通信(IEEE 802.11g規格上、最大54Mbps)が可能である。規格はIEEE 802.11b/gに対応している。FeliCaに対応し企業側が整備すればそれによる勤怠管理、入退室管理等が可能である。シンプルロックや顔認証等によるセキュリティの強化も図られている。
法人専用モデルのため、個人での購入はできない。
2007年9月1日に開業したザ・ペニンシュラ東京には、本機が全客室に備えられ、館内どこからでも内線電話がかけられる上館外では携帯電話として通話可能という特長が生かされている。館外での使用が可能なことで外国人客が携帯電話をレンタルする必要がなくなるという利点もある。NECでは他のホテルへの売り込みを図る予定。

## 歴史
- 2006年8月29日 - 技術基準適合証明 (TELEC) 通過
- 2006年10月12日 - D903i・D903iTV・F903i・F903iX HIGH-SPEED・N903i・N902iL・P903i・P903iTV・P903iX HIGH-SPEED・SH903i・SH903iTV・SO903i・SIMPURE L1・SIMPURE N1の開発が発表。
- 2006年10月20日 - 電気通信端末機器審査協会 (JATE) 通過
- 2007年2月13日 - 発売開始
- 2007年5月28日 - ソフトウェアの更新
- 2007年12月19日 - ソフトウェアの更新（二回目）
- 2008年4月22日 - ソフトウェアの更新（三回目）
- 2008年11月5日 - ソフトウェアの更新（四回目）

## 不具合
- 2007年5月28日に以下の機能の追加がソフトウェアの更新でなされた。
  - 「Wi-Fi Protected Setup」に対応し、無線LAN利用時におけるWPS対応アクセスポイントへの接続設定が簡素化できる様になる更新。

- 2007年12月19日に以下の不具合の修正がソフトウェアの更新でなされた。
  - 電話帳に登録しているポーズダイヤルを、電話帳・リダイヤルから発信するとポーズ部分でダイヤルデータを区切ることができずに、一度に送出してしまう不具合。
  - プレゼンス登録端末が多い場合にSIPアイコンが点灯しているにも関わらず、発着信ができない場合がある不具合。

- 2008年4月22日に以下の不具合の修正がソフトウェアの更新でなされた。
  - 液晶画面に「Wait a minute」と表示されたままフリーズし、キー操作不能となる場合がある。
  - 特定の環境下において、電池の持ちが悪くなる場合がある。

- 2008年11月5日に以下の不具合の修正がソフトウェアの更新でなされた。
  - 無線LAN環境での音声通話中にプッシュ（トーン）信号での遠隔制御ができない場合がある。
  - プレゼンスサーバを利用している環境において、発着信できなくなる場合がある。

- 2009年6月2日に以下の不具合の修正がソフトウェアの更新でなされた。
  - 無線LAN環境での音声通話中に特定操作を行うと、プッシュ（トーン）信号での遠隔制御ができない場合がある
  - 特定の環境下において、電池の持ちが悪くなる場合がある

（参照）N902iLのソフトウェアアップデート情報